# بي تي أر-152
بي تي أر-152 (بالإنجليزية: BTR-152)‏ , (بالروسية: БТР-152) هي ناقلة جنود مدرعة سوفيتية الصنع دخلت الخدمة سنة 1950 حتى السبعينيات إذ استبدلت بناقلات الجند المدرعة الأحدث بي تي أر-60 ، تزن البي تي أر-152 قرابة العشرة أطنان وتصل سرعتها القصوى إلى 75 كم/س، يتألف طاقمها من فردين وقدرة نقل تصل لـ 18 جندي، تم تسليحها برشاش من عيار 7.62 مم بـ 1250 طلقة.